# Two Kettles
Two Kettles (Oohenonpa, Oohenompa, Oohenumpa, Oóhe Núŋpa, O-o´-he-non´-pa, Two Boilings), jedna od sedam glavnih skupina Teton Indijanaca danas na rezervatu Cheyenne River.
Lewis & Clark ih ne spominju, a ni raniji autori, nego De Smetova pisma (1843), za koje kažu da ih ima 800. Culbertson (1850) procjenjuhe da imaju 60 šatora, a general Warren (1856) 100 šatora. 
Od njihovih bandi spominju se Waniwacteonilla (Wah-nee-wack-ata-o-ne-lar), Mawakhota (Ma Waqota) i Oohe Noⁿpa.
Oni možda 1866. učestvuju u Ft. Phil Kearney masakru u Wyomingu, ali nije pouzadno da su aktivno učestvovali u njemu. Na dan 19. listopada 1865 potpusuju ugovor u Ft Sullyju o nenapadanju na bijelce, osim u samoobrani, te da se za stalno nasele na dodijeljenom zemljištu. Ovaj ugovor uz još neke poglavice potpisali su Chatanskah (White Hawk), Shonkahwakkonkedeshkah (Spotted Horse) i Mahtotopah (Four Bears)
Godine 1877 bilo ih je 642. danas s plemenima Sihasapa, Miniconjou i Sans Arcs žive na rezervatu Cheyenne River u Južnoj Dakoti.